# Glossamiini
Die Glossamiini sind eine im Jahr 2014 eingeführte Tribus der Kardinalbarsche (Apogonidae) die aus den beiden Gattungen Glossamia und Yarica besteht. Glossamia-Arten kommen in der Gezeitenzone und in fließenden Süßgewässern von Neuguinea vor. Eine Art, die eventuell einen Artenkomplex verschiedener kryptischer Arten darstellt, lebt in Australien. Yarica hyalosoma, die einzige Art der Gattung Yarica, lebt in Tieflandseen, fließenden Gewässern und im Mündungsbereich von Flüssen von den Andamanen und Nicobaren über Myanmar, Thailand, Malaysia, Indonesien, Australien, New Guinea bis zu den Salomonen und Neukaledonien und nördlich über die Philippinen bis nach Saipan.

## Merkmale
Glossamiini-Arten werden 9,5 (Glossamia timika) bis 18 cm (Glossamia aprion) lang und sind relativ hochrückig und farblos bis transparent. Körper und Kopf sind mit Kammschuppen bedeckt. Rundschuppen finden sich im Nacken, auf Wangen und Kiemendeckel und an der vorderen
Seitenlinie. Der Knochengrat auf dem Präoperculum ist glatt, die Ränder des Präoperculums sind gesägt. Ein Basisphenoid ist vorhanden. Auf der Prämaxillare, im Unterkiefer und im Gaumen befinden sich bürstenförmige Zähne, die in mehreren Reihen angeordnet sind. Auf dem Ectopterygoid können die Zähne auch fehlen. Im Schwanzflossenskelett finden sich fünf freie Hypuralia. Die Schwanzflosse ist eingebuchtet, spatenförmig oder abgerundet.
- Flossenformel: Dorsale VI; Dorsale 2 I/8-10; Anale II/8-10; Pectorale 13–16, Caudale 9+8
- Schuppenformel: SL 24–50
- Kiemenrechen: 7–15
- Wirbel 10+14

Der erste Flossenstrahl der Rückenflosse ist unverzweigt und segmentiert, der erste Flossenstrahl der Afterflosse ist verzweigt und segmentiert. Von den Flossenstrahlen der Schwanzflosse sind die 15 mittleren segmentiert und verzweigt, der obere und der untere sind unverzweigt. Jede Seitenlinienschuppe hat eine Pore oberhalb der Mittellinie und eine unterhalb. Magen, Darm und Peritoneum sind hell.

## Gattungen und Arten
Zur Tribus Glossamiini gehören zwei Gattungen mit insgesamt zwölf Arten:
- Gattung Glossamia Gill, 1863.[4]
  - Glossamia abo (Herre, 1935)

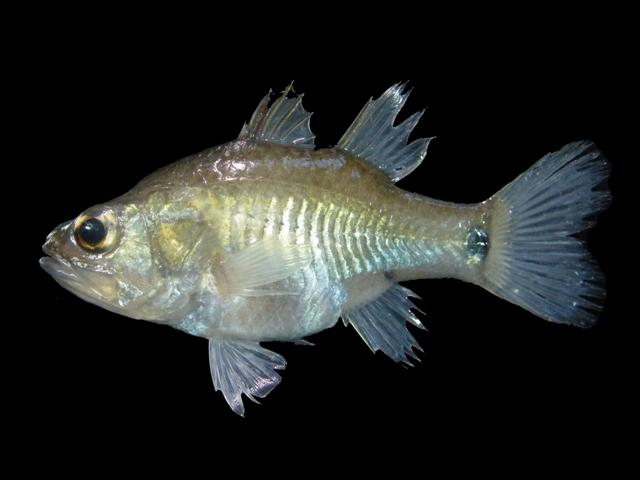
Yarica hyalosoma

  - Glossamia aprion (Richardson, 1842)
  - Glossamia arguni Hadiaty & Allen, 2011
  - Glossamia beauforti (Weber, 1907)
  - Glossamia gjellerupi (Weber & de Beaufort, 1929)
  - Glossamia heurni (Weber & de Beaufort, 1929)
  - Glossamia narindica Roberts, 1978
  - Glossamia sandei (Weber, 1907)
  - Glossamia timika Allen, Hortle & Renyaan, 2000
  - Glossamia trifasciata (Weber, 1913)
  - Glossamia wichmanni (Weber, 1907)
- Gattung Yarica[5]
  - Yarica hyalosoma (Bleeker 1852).

## Belege
1. 1 2 3  Mabuchi, K., Fraser, T.H., Song, H., Azuma, Y. & Nishida, M. (2014): Revision of the systematics of the cardinalfishes (Percomorpha: Apogonidae) based on molecular analyses and comparative reevaluation of morphological characters. Zootaxa, 3846 (2): 151–203. doi: 10.11646/zootaxa.3846.2.1. Seite 180–181.
2. ↑  Glossamia timika auf Fishbase.org (englisch)
3. ↑  Glossamia aprion auf Fishbase.org (englisch)
4. ↑  Glossamia auf Fishbase.org (englisch)
5. ↑  Yarica auf Fishbase.org (englisch)